# Clean Bandit
Clean Bandit ist eine britische Elektropopband. Mit der Single Rather Be von 2014 erlangte die Band internationale Bekanntheit.

## Bandgeschichte
Die Musiker lernten sich während des Studiums am Jesus College in Cambridge kennen. 2008 schlossen sie sich zu Clean Bandit zusammen, wobei aus den ursprünglich fünf Mitgliedern später ein Quartett wurde. Der Bandname ist die wörtliche Übersetzung eines russischen Ausdrucks (чистый бандит, Transliteration chistyj bandit), den sie bei einem Russlandaufenthalt entdeckt hatten und der so viel wie „absoluter Mistkerl“ bedeutet. Allerdings korrigierten Patterson und Chatto in einem Interview, dass es sich speziell um die feminine Form des Ausdrucks handelt (чистая бандитка, Transliteration chistaja banditka) und eher liebevoll gemeint ist, weswegen „Frecher Schlingel“ ein passenderer Ausdruck ist. Sie hatten vor allem als Vorgruppe anderer Künstler erste Erfolge in Cambridge. Die Bandmitglieder kommen von der klassischen Musik, die sie in ihren Elektropop einfließen lassen; sie geben aber auch rein klassische Konzerte. Auf der anderen Seite etablierten sie in Cambridge mit der National Rail Disco eine erfolgreiche Dance-Night-Veranstaltung mit renommierten Gastmusikern.
Trotz Angeboten von Warner Music und Mercury Records beschlossen sie, ihre Veröffentlichungen inklusive Videos selbst zu produzieren, und gründeten ihre eigene Firma Incredible Industries. Im Oktober 2010 veröffentlichten sie Mozart’s House und wenig später Telephone Banking bei YouTube und vor allem die zugehörigen kunstvollen Videos erregten große Aufmerksamkeit. Sender wie BBC Radio 1 und Channel 4 begannen, ihre Musik zu spielen. Der musikalische Durchbruch kam aber erst Ende 2012 – inzwischen waren Clean Bandit nach London umgezogen – mit der EP A+E, deren Titelsong ersten kommerziellen Erfolg brachte und in den Electronic Charts von iTunes Platz 1 erreichte. Mit der Single-Veröffentlichung von Mozart's House im April 2013 hatten sie dann einen Top-20-Hit in den UK-Charts. Im Februar 2014 erreichte ihre Single Rather Be Platz 1 der britischen, deutschen und österreichischen Singlecharts. Den Gesang trug Jess Glynne bei, im Musikvideo übernahm die Schauspielerin Haruka Abe die Hauptrolle. Das Lied konnte sich auch in anderen europäischen Hitlisten gut platzieren. In England wurde das Lied mit zwei Ivor Novello Awards für das meistgespielte Lied des Jahres und Best Contemporary Song ausgezeichnet. Außerdem erhielt es einen Grammy Award in der Kategorie Dance.
Das Album New Eyes erschien am 30. Mai 2014. Mit Erscheinen der Special Edition des Albums im November 2014 wurde auch Real Love veröffentlicht, eine erneute Zusammenarbeit mit Jess Glynne.
Am 19. Oktober 2016 gab Neil Amin-Smith via Social Media bekannt, dass er die Band verlassen hat. Clean Bandit bleibt dreiköpfig bestehen. Zwei Tage später veröffentlichten sie die Single Rockabye, bei der sie mit der britischen Sängerin Anne-Marie und Dancehall-Sänger Sean Paul zusammengearbeitet haben. Der Song erreichte, so wie schon ihre Hitsingle Rather Be, in mehreren Ländern die Spitze der Charts.
Im Mai 2018 veröffentlichte die Band, zusammen mit der Sängerin Demi Lovato, die Single Solo. Sie erreichte in mehreren Ländern Platz 1 der Charts. Am 30. November 2018 kam ihr zweites Studioalbum What Is Love auf den Markt, das alle sieben Singles, die seit dem letzten Album erschienen sind, enthält.

## Diskografie
Studioalben

| Jahr | Titel Musiklabel                              | Höchstplatzierung, Gesamtwochen, AuszeichnungChartplatzierungen (Jahr, Titel, Musiklabel, Platzierungen, Wochen, Auszeichnungen, Anmerkungen) | Höchstplatzierung, Gesamtwochen, AuszeichnungChartplatzierungen (Jahr, Titel, Musiklabel, Platzierungen, Wochen, Auszeichnungen, Anmerkungen) | Höchstplatzierung, Gesamtwochen, AuszeichnungChartplatzierungen (Jahr, Titel, Musiklabel, Platzierungen, Wochen, Auszeichnungen, Anmerkungen) | Höchstplatzierung, Gesamtwochen, AuszeichnungChartplatzierungen (Jahr, Titel, Musiklabel, Platzierungen, Wochen, Auszeichnungen, Anmerkungen) | Höchstplatzierung, Gesamtwochen, AuszeichnungChartplatzierungen (Jahr, Titel, Musiklabel, Platzierungen, Wochen, Auszeichnungen, Anmerkungen) | Anmerkungen                             |
| Jahr | Titel Musiklabel                              | DE | AT | CH | UK | US | Anmerkungen                             |
| ---- | --------------------------------------------- | --- | --- | --- | --- | --- | --------------------------------------- |
| 2014 | New Eyes Warner Music                         | DE31 (2 Wo.)DE | AT67 (1 Wo.)AT | CH8 (6 Wo.)CH | UK3 Gold · (62 Wo.)UK | US180 Gold · (1 Wo.)US | Erstveröffentlichung: 30. Mai 2014      |
| 2018 | What Is Love? Atlantic Records / Warner Music | — | — | CH58 (1 Wo.)CH | UK9 Platin · (53 Wo.)UK | US141 Gold · (1 Wo.)US | Erstveröffentlichung: 30. November 2018 |